# James Mooney
James Mooney (født 10. februar 1861, død 22. december 1921) var en amerikansk etnolog der boede flere år hos cherokeserstammen. Han gennemførte større undersøgelser af de sydøstlige indianere, såvel som af indianerne fra Great Plains. Hans mest berømte værk, var de studier han gennemførte af Ghost Dance efter Sitting Bulls død i 1890. Ghost Dance (da: Åndedans) var en religiøs bevægelse, udbredt blandt forskellige grupper af oprindelige amerikanere i det 19. århundrede. Desuden skrev han bøgerne The Sacred Formulas of the Cherokees og Myths of the Cherokee, som udkom i henholdsvis 1891 og 1900. Alle bøgerne blev udgivet af US Bureau of American Ethnology, som Mooney arbejdede for. En stor del af Mooneys arbejde findes i dag kun i manuskriptform og er aldrig udgivet. Mange af Mooneys efterladte papirer findes i dag i forskellige samlinger, fx Smithsonian Institutions Department of Anthropology på National Museum of Natural History, og Department of Anthropologys Field Museum of Natural History og andre steder.

## Biografi
James Mooney blev født den 10. februar 1861 i Richmond, Indiana som søn af irske, katolske immigranter. Hans formelle skolegang begrænsede sig til byens offentlige skole. Som voksen blev han selvlært ekspert i indfødte amerikanske stammer gennem sine egne studier, og nøjagtige observationer under lange ophold hos forskellige kulturelle grupper af oprindelige amerikanere.
I 1885 blev han ansat (uden løn) af US Bureau of American Ethnology i Washington D.C. under ledelse af John Wesley Powell. Han samlede en liste over synonymer for USA's indianerstammer, som indeholdt mere end 3.000 stammenavne. Hans arbejde blev afbrudt efter at den amerikanske hær i 1890 gennemførte Massakren ved Wounded Knee på medlemmer af Lakota-stammen ved vandløbet Wounded Knee i South Dakota. 